# Jorge Portelli
Luis Jorge Portelli (12 de diciembre de 1950) es un deportista argentino que compitió en judo. Ganó dos medallas en el Campeonato Panamericano de Judo en los años 1972 y 1980.
Participó en los Juegos Olímpicos de Montreal 1976, donde finalizó quinto en la categoría abierta, y duodécimo en la categoría de –93 kg.

## Palmarés internacional
| Campeonato Panamericano | Campeonato Panamericano       | Campeonato Panamericano | Campeonato Panamericano |
| Año                     | Lugar                         | Medalla                 | Categoría               |
| ----------------------- | ----------------------------- | ----------------------- | ----------------------- |
| 1972                    | Buenos Aires (Argentina)      | Medalla de plata        | –93 kg                  |
| 1980                    | Isla de Margarita (Venezuela) | Medalla de bronce       | +95 kg                  |